# 378 Holmia
378 Holmia è un asteroide della fascia principale del diametro medio di circa 26,74 km. Scoperto nel 1893, presenta un'orbita caratterizzata da un semiasse maggiore pari a 2,7787965 UA e da un'eccentricità di 0,1286945, inclinata di 7,00966° rispetto all'eclittica.
L'asteroide è dedicato all'antico nome della città di Stoccolma.